# أشلي باتل
أشلي باتل (بالإنجليزية: Ashley Battle) مواليد 31 مايو 1982، هي لاعبة كرة سلة أمريكية. تم اختيارها من قبل فريق سياتل ستورم خلال الدرافت.

## المسيرة الاحترافية
لعبت مع سياتل ستورم في سنة 2005، ثم لعبت مع نيويورك ليبرتي من سنة 2006 إلى 2009، ثم لعبت مع سان أنطونيو ستارز في سنة 2010.

## روابط خارجية
- أشلي باتل على موقع الاتحاد الوطني لكرة السلة النسائية (الإنجليزية)
- أشلي باتل على موقع كرة السلة الأوروبية.كوم (الإنجليزية)
- أشلي باتل على موقع كلية كرة السلة في سبورتس رفرنس.كوم (الإنجليزية)
- أشلي باتل على موقع بروبوليرز (الإنجليزية)
- أشلي باتل على موقع سبورتس رفرنس (الإنجليزية)